# ماغولا (كارديتسا)
ماغولا (Μαγούλα) هي مدينة في كارديتسا في مقاطعة فوريا إلادا في اليونان.